# الخطوط الجوية الصينية الرحلة 642
الخطوط الجوية الصينية الرحلة 642 هي رحلة طيران من بانكوك بعاصمة تايلاند إلي تايبيه بعاصمة تايوان عبر هونغ كونغ في 22 أغسطس 1999 وهي من طراز ماكدونل دوغلاس أم دي-11 وبسبب خطأ الطيار والجو السي أنفجرت الطائرة في مطار هونغ كونغ بعد هبوطها مما أدي إلي مقتل 3 أشخاص ونجاة 312 شخصا من حادث التحطم وإصابة 208 شخصا وكان أعظم حادث طيران في الصين وخاصة مدينة هونغ. كونغ